# Coppa del Mondo di sci di fondo 1984
La Coppa del Mondo di sci di fondo 1984 fu la terza edizione della manifestazione organizzata dalla Federazione Internazionale Sci; ebbe inizio a Reit im Winkl, in Germania Ovest, e si concluse a Murmansk, in Unione Sovietica. Nel corso della stagione si tennero a Sarajevo i XIV Giochi olimpici invernali, validi anche ai fini della Coppa del Mondo, il cui calendario non contemplò dunque interruzioni. Per la prima volta furono inserite nel calendario di Coppa alcune staffette valide ai fini della classifica per nazioni.
La stagione maschile ebbe inizio il 10 dicembre 1983 e si concluse il 23 marzo 1984. Furono disputate 10 gare individuali e 4 staffette, in 8 diverse località. Lo svedese Gunde Svan si aggiudicò la coppa di cristallo, il trofeo assegnato al vincitore della classifica generale. Non vennero stilate classifiche di specialità; Aleksandr Zav'jalov era il detentore uscente della Coppa generale.
La stagione femminile ebbe inizio il 9 dicembre 1983 e si concluse il 25 marzo 1984. Furono disputate 10 gare individuali e 4 staffette, in 8 diverse località. La finlandese Marja-Liisa Kirvesniemi si aggiudicò la coppa di cristallo. Non vennero stilate classifiche di specialità; la Kirvesniemi era la detentrice uscente della Coppa generale.

## Uomini

### Risultati
| Data                          | Località            | Nazione          | Spec.   | Primo                                                         | Secondo                                                                                 | Terzo                                                             |
| ----------------------------- | ------------------- | ---------------- | ------- | ------------------------------------------------------------- | --------------------------------------------------------------------------------------- | ----------------------------------------------------------------- |
| 10 dicembre 1983              | Reit im Winkl       | Germania Ovest   | 15 km   | Nikolaj Zimjatov                                              | Harri Kirvesniemi                                                                       | Jochen Behle                                                      |
| 16 dicembre 1983              | Ramsau am Dachstein | Austria          | 30 km   | Gunde Svan                                                    | Ove Aunli                                                                               | Jan Ottosson                                                      |
| 17 dicembre 1983              | Ramsau am Dachstein | Austria          | 4x10 km | dati non disponibili                                          | dati non disponibili                                                                    | dati non disponibili                                              |
| XIV Giochi olimpici invernali |                     |                  |         |                                                               |                                                                                         |                                                                   |
| 10 febbraio 1984              | Sarajevo            | Jugoslavia       | 30 km   | Nikolaj Zimjatov                                              | Aleksandr Zav'jalov                                                                     | Gunde Svan                                                        |
| 13 febbraio 1984              | Sarajevo            | Jugoslavia       | 15 km   | Gunde Svan                                                    | Aki Karvonen                                                                            | Harri Kirvesniemi                                                 |
| 16 febbraio 1984              | Sarajevo            | Jugoslavia       | 4x10 km | Svezia Thomas Wassberg Benny Kohlberg Jan Ottosson Gunde Svan | Unione Sovietica Oleksandr Batjuk Aleksandr Zav'jalov Vladimir Nikitin Nikolaj Zimjatov | Finlandia Kari Ristanen Juha Mieto Harri Kirvesniemi Aki Karvonen |
| 19 febbraio 1984              | Sarajevo            | Jugoslavia       | 50 km   | Thomas Wassberg                                               | Gunde Svan                                                                              | Aki Karvonen                                                      |
| 25 febbraio 1984              | Falun               | Svezia           | 30 km   | Gunde Svan                                                    | Thomas Wassberg                                                                         | Jan Lindvall                                                      |
| 26 febbraio 1984              | Falun               | Svezia           | 4x10 km | dati non disponibili                                          | dati non disponibili                                                                    | dati non disponibili                                              |
| 2 marzo 1984                  | Lahti               | Finlandia        | 15 km   | Lars Erik Eriksen                                             | Thomas Wassberg                                                                         | Gunde Svan                                                        |
| 10 marzo 1984                 | Oslo                | Norvegia         | 50 km   | Tor Håkon Holte                                               | Vladimir Sachnov                                                                        | Gunde Svan                                                        |
| 17 marzo 1984                 | Fairbanks           | Stati Uniti      | 15 km   | Gunde Svan                                                    | Andi Grünenfelder                                                                       | Oddvar Brå                                                        |
| 18 marzo 1984                 | Fairbanks           | Stati Uniti      | 4x10 km | dati non disponibili                                          | dati non disponibili                                                                    | dati non disponibili                                              |
| 23 marzo 1984                 | Murmansk            | Unione Sovietica | 15 km   | Michail Devjat'jarov                                          | Vladimir Smirnov                                                                        | Andrej Astaščin                                                   |

### Classifiche

#### Generale

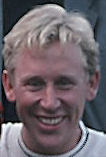
Gunde Svan

| Pos. | Nome              | Nazione          | Punti |
| ---- | ----------------- | ---------------- | ----- |
| 1    | Gunde Svan        | Svezia           | 145   |
| 2    | Thomas Wassberg   | Svezia           | 96    |
| 3    | Harri Kirvesniemi | Finlandia        | 93    |
| 4    | Tor Håkon Holte   | Norvegia         | 86    |
| 5    | Vladimir Sachnov  | Unione Sovietica | 85    |
| 6    | Nikolaj Zimjatov  | Unione Sovietica | 84    |
| 7    | Andi Grünenfelder | Svizzera         | 73    |
| 8    | Lars Erik Eriksen | Norvegia         | 70    |
| 9    | Jan Ottosson      | Svezia           | 65    |
| 10   | Jan Lindvall      | Norvegia         | 60    |

## Donne

### Risultati
| Data                          | Località      | Nazione          | Spec.  | Prima                                                                 | Seconda                                                                     | Terza                                                                            |
| ----------------------------- | ------------- | ---------------- | ------ | --------------------------------------------------------------------- | --------------------------------------------------------------------------- | -------------------------------------------------------------------------------- |
| 9 dicembre 1983               | Reit im Winkl | Germania Ovest   | 5 km   | Květa Jeriová                                                         | Anna Pasiarová                                                              | Tamara Markašanskaja                                                             |
| 17 dicembre 1983              | Autrans       | Francia          | 10 km  | Marja-Liisa Kirvesniemi                                               | Anna Pasiarová                                                              | Anne Jahren                                                                      |
| 18 dicembre 1983              | Autrans       | Francia          | 4x5 km | dati non disponibili                                                  | dati non disponibili                                                        | dati non disponibili                                                             |
| XIV Giochi olimpici invernali |               |                  |        |                                                                       |                                                                             |                                                                                  |
| 9 febbraio 1984               | Sarajevo      | Jugoslavia       | 10 km  | Marja-Liisa Kirvesniemi                                               | Raisa Smetanina                                                             | Brit Pettersen                                                                   |
| 12 febbraio 1984              | Sarajevo      | Jugoslavia       | 5 km   | Marja-Liisa Kirvesniemi                                               | Berit Aunli                                                                 | Květa Jeriová                                                                    |
| 15 febbraio 1984              | Sarajevo      | Jugoslavia       | 4x5 km | Norvegia Inger Helene Nybråten Anne Jahren Brit Pettersen Berit Aunli | Cecoslovacchia Dagmar Švubová Blanka Paulů Gabriela Svobodová Květa Jeriová | Finlandia Pirkko Määttä Eija Hyytiäinen Marjo Matikainen Marja-Liisa Kirvesniemi |
| 18 febbraio 1984              | Sarajevo      | Jugoslavia       | 20 km  | Marja-Liisa Kirvesniemi                                               | Raisa Smetanina                                                             | Anne Jahren                                                                      |
| 25 febbraio 1984              | Falun         | Svezia           | 10 km  | Raisa Smetanina                                                       | Marie Risby                                                                 | Marja-Liisa Kirvesniemi                                                          |
| 26 febbraio 1984              | Falun         | Svezia           | 4x5 km | dati non disponibili                                                  | dati non disponibili                                                        | dati non disponibili                                                             |
| 3 marzo 1984                  | Lahti         | Finlandia        | 5 km   | Berit Aunli                                                           | Raisa Smetanina                                                             | Marie Risby                                                                      |
| 8 marzo 1984                  | Oslo          | Norvegia         | 20 km  | Anette Bøe                                                            | Marja-Liisa Kirvesniemi                                                     | Raisa Smetanina                                                                  |
| 17 marzo 1984                 | Štrbské Pleso | Cecoslovacchia   | 5 km   | Květa Jeriová                                                         | Anette Bøe                                                                  | Inger Helene Nybråten                                                            |
| 24 marzo 1984                 | Murmansk      | Unione Sovietica | 10 km  | Inger Helene Nybråten                                                 | Raisa Smetanina                                                             | Anne Jahren                                                                      |
| 25 marzo 1984                 | Murmansk      | Unione Sovietica | 4x5 km | dati non disponibili                                                  | dati non disponibili                                                        | dati non disponibili                                                             |

### Classifiche

#### Generale
| Pos. | Nome                    | Nazione          | Punti |
| ---- | ----------------------- | ---------------- | ----- |
| 1    | Marja-Liisa Kirvesniemi | Finlandia        | 134   |
| 2    | Raisa Smetanina         | Unione Sovietica | 114   |
| 3    | Anne Jahren             | Norvegia         | 104   |
| 4    | Květa Jeriová           | Cecoslovacchia   | 102   |
|      | Inger Helene Nybråten   | Norvegia         | 102   |
| 6    | Marie Risby             | Svezia           | 95    |
| 7    | Berit Aunli             | Norvegia         | 89    |
| 8    | Brit Pettersen          | Norvegia         | 87    |
| 9    | Tamara Markašanskaja    | Unione Sovietica | 82    |
| 10   | Anette Bøe              | Norvegia         | 62    |